# Права человека в Эстонии
Права человека в Эстонии закреплены второй главой конституции. Существует должность омбудсмена («канцлера права», или «канцлер юстиции») и коллегия конституционного надзора в Государственном (верховном) суде.

## Права национальных меньшинств
В 2007 году международная правозащитная организация «Amnesty International» отмечала, что «многие представители языковых меньшинств боятся языковую инспекцию». «Amnesty International» назвала Языковую инспекцию «репрессивным и карательным органом», который «препятствует равному соблюдению прав всего населения Эстонии». Правозащитники рекомендовали правительству Эстонии пересмотреть февральские поправки 2007 года к закону «О языке» и перейти от «репрессивных, карательных и крайне отталкивающих мер» к более конструктивным действиям.
По словам правозащитников, «строгие языковые требования» при приёме на работу в Эстонии подвергаются критике со стороны ООН, Совета Европы и представителей гражданского общества. «Amnesty International» пришла к выводу, что «языковые меньшинства находятся в невыгодном положении на рынке труда», а уровень безработицы среди них «непропорционально высок».

## Участие в международной системе прав человека
По состоянию на конец 2019 г., Европейский суд по правам человека вынес 60 решений по существу по делам против Эстонии (с 2001 г.), из них в 44 суд усмотрел нарушения Европейской конвенции о правах человека или её протоколов. В 2001 году Эстония открыла постоянное приглашение для специальных процедур Комиссии (ныне Совета) ООН по правам человека.
В марте 2020 года Эстония, со ссылкой на пандемию коронавируса, сообщила о временном отступлении от части своих обязательств по Европейской конвенции о правах человека и Международному пакту о гражданских и политических правах.
| Основные договоры ООН | Участие Эстонии                                                           | Основные договоры Совета Европы                                                                                   | Участие Эстонии                                                         |
| Международная конвенция о ликвидации всех форм расовой дискриминации                                                                    | Присоединение в 1991 г., с 2010 г. допускаются индивидуальные жалобы      | Европейская Конвенция о защите прав человека и основных свобод                                                    | Ратификация в 1996 г.                                                   |
| Международный пакт о гражданских и политических правах                                                                                  | Присоединение в 1991 г.                                                   | Протокол № 1 ЕКПЧ                                                                                                 | Ратификация в 1996 г.                                                   |
| Факультативный протокол к Международному пакту о гражданских и политических правах                                                      | Присоединение в 1991 г.                                                   | Протокол № 4 ЕКПЧ                                                                                                 | Ратификация в 1996 г.                                                   |
| Второй Факультативный протокол к Международному пакту о гражданских и политических правах                                               | Присоединение в 2004 г.                                                   | Протокол № 6 ЕКПЧ                                                                                                 | Ратификация в 1998 г.                                                   |
| Международный пакт об экономических, социальных и культурных правах                                                                     | Присоединение в 1991 г.                                                   | Протокол № 7 ЕКПЧ                                                                                                 | Ратификация в 1996 г.                                                   |
| Конвенция о ликвидации всех форм дискриминации в отношении женщин                                                                       | Присоединение в 1991 г.                                                   | Протокол № 12 ЕКПЧ                                                                                                | Подписан в 2000 г.                                                      |
| Факультативный протокол к Конвенции о ликвидации всех форм дискриминации в отношении женщин                                             | Не подписан                                                               | Протокол № 13 ЕКПЧ                                                                                                | Ратификация в 2004 г.                                                   |
| Конвенция против пыток и других жестоких, бесчеловечных или унижающих достоинство видов обращения и наказания                           | Присоединение в 1991 г., заявление о допущение процедуры жалоб не сделано | Европейская социальная хартия                                                                                     | Не подписывалась                                                        |
| Факультативный протокол к Конвенции против пыток и других жестоких, бесчеловечных или унижающих достоинство видов обращения и наказания | Ратификация в 2006                                                        | Дополнительный протокол к Европейской социальной хартии 1988 года                                                 | Не подписывался                                                         |
| Конвенция о правах ребёнка | Присоединение в 1991 г.                                                   | Дополнительный протокол к Европейской социальной хартии 1995 года                                                 | Не подписывался                                                         |
| Факультативный протокол к Конвенции о правах ребёнка, касающийся участия детей в вооружённых конфликтах                                 | Подписан в 2003 г.                                                        | Пересмотренная Европейская социальная хартия                                                                      | Ратификация в 2000 г., заявление о допущение процедуры жалоб не сделано |
| Факультативный протокол к Конвенции о правах ребёнка, касающийся торговли детьми, детской проституции и детской порнографии             | Ратификация в 2004 г.                                                     | Европейская конвенция по предупреждению пыток и бесчеловечного или унижающего достоинство обращения или наказания | Ратификация в 1996 г.                                                   |
| Международная конвенция о защите прав всех трудящихся-мигрантов и членов их семей                                                       | Не подписана                                                              | Европейская хартия региональных языков и языков меньшинств                                                        | Не подписана                                                            |
| Конвенция о правах инвалидов | Ратифицирована в 2012 г.                                                  | Рамочная конвенция о защите национальных меньшинств                                                               | Ратификация в 1997 г.                                                   |
| Факультативный протокол к Конвенции о правах инвалидов                                                                                  | Ратифицирован в 2012 г.                                                   | Конвенция Совета Европы о противодействии торговле людьми                                                         | Ратификация в 2015 г.                                                   |
| Международная конвенция для защиты всех лиц от насильственных исчезновений                                                              | Не подписана                                                              | Конвенция о правах человека и биомедицине                                                                         | Ратификация в 2002 г.                                                   |

### Последние опубликованные документы по процедурам докладов
| Экспертный орган                                          | Доклад Эстонии  | Документ экспертного органа |
| Комитет по правам человека                                | 2018            | 2019                        |
| Комитет по экономическим, социальным и культурным правам  | 2017            | 2019                        |
| Комитет по ликвидации расовой дискриминации               | 2019            | 2014                        |
| Комитет против пыток                                      | 2011            | 2013.                       |
| Комитет по правам ребёнка                                 | .               | 2017                        |
| Комитет по ликвидации дискриминации против женщин         | 2015            | 2016                        |
| Европейский комитет по социальным правам                  | 2020            | 2019-2020                   |
| Европейский комитет по предупреждению пыток               | не предусмотрен | 2019                        |
| Консультативный комитет РКЗНМ                             | 2019            | 2015                        |
| Европейская комиссия по борьбе с расизмом и нетерпимостью | не предусмотрен | 2015                        |